# Liste der Kulturdenkmäler in Rathskirchen
In der Liste der Kulturdenkmäler in Rathskirchen sind alle Kulturdenkmäler der rheinland-pfälzischen Ortsgemeinde Rathskirchen einschließlich des Ortsteils Rudolphskirchen aufgeführt. Grundlage ist die Denkmalliste des Landes Rheinland-Pfalz (Stand: 27. November 2018).

## Einzeldenkmäler
| Bezeichnung                 | Lage                                    | Baujahr                   | Beschreibung | Bild            |
| --------------------------- | --------------------------------------- | ------------------------- | --- | --------------- |
| Schulhaus                   | Rathskirchen, Hauptstraße 16 Lage       | 1899                      | ehemaliges Schulhaus; Krüppelwalmdachbau, 1899, Architekt wohl Georg Kleinhans, Kusel; ortsbildprägend                                                                                                   | Fotos hochladen |
| Protestantischer Pfarrhof   | Rathskirchen, Hauptstraße 26 Lage       | 1908–10                   | Walmdachbau, teilweise Rustikamauerwerk, jugendstilgeprägter Heimatstil, 1908–10, Architekt Georg Kleinhans, Kusel, Bruchsteinscheune mit Krüppelwalmdach, bezeichnet 1825; Pfarrgarten; ortsbildprägend | Fotos hochladen |
| Protestantische Pfarrkirche | Rathskirchen, Hauptstraße 27 Lage       | 1910/12                   | Saalbau, jugendstilgeprägter barockisierender Heimatstil, 1910/12, Architekt Eugen Dünnbier, Kaiserslautern; mit Ausstattung, spätbarockes Pfarrerepitaph                                                | Fotos hochladen |
| Grabmal                     | Rudolphskirchen, Kirchenstraße          | um 1900                   | Grabmal, reliefierte Standsteinstele, um 1900 | Fotos hochladen |
| Hofanlage                   | Rudolphskirchen, Kirchenstraße 1/2 Lage | Ende des 18. Jahrhunderts | Hofanlage; Einfirsthaus, teilweise Fachwerk, wohl gegen Ende des 18. Jahrhunderts, bezeichnet 1855, Schweinestall, teilweise Fachwerk; ortsbildprägend                                                   | Fotos hochladen |
| Hofanlage                   | Rudolphskirchen, Kirchenstraße 3 Lage   | frühes 19. Jahrhundert    | eingeschossiges Einfirsthaus, frühes 19. Jahrhundert | Fotos hochladen |
| Türgewände                  | Rudolphskirchen, Kirchenstraße 5/6 Lage | 1744                      | zwei spätbarocke Haustürgewände, bezeichnet 1744 | Fotos hochladen |
| Protestantische Kirche      | Rudolphskirchen, Kirchenstraße 12 Lage  | 1767                      | spätbarocker Saalbau mit Walmdach, bezeichnet 1767, Architekt wohl Philipp Heinrich Hellermann, Zweibrücken; mit Ausstattung; ortsbildprägend                                                            | Fotos hochladen |